# Jindřich Vaněk (fotograf)
Jindřich Vaněk (28. června 1888 Rokycany – 19. listopadu 1965) byl český architekt a fotograf tvořící především v období pozdního Rakouska-Uherska a následné První československé republiky.

## Životopis
Narodil se v Rokycanech v západních Čechách. Vychodil průmyslovou školu v Praze a následně působil jako architekt a stavitel v zahraničí. Od mládí se věnoval fotografii, především pak umělecké. Roku 1914 si v Praze zařídil vlastní fotoateliér, který v dalších letech, nejprve se společníkem, posléze sám, pak úspěšně vedl. Roku 1920 byl oceněn čestným členstvím Královské fotografické společnosti Velké Británie v Londýně.
Jeho snímky se za První republiky objevovaly mj. v časopisech Pestrý týden, Rozkvět, Letem světem a další. Jeho podpisové značky byly Vaněk či arch. Vaněk. Před jeho objektivem stanula řada důležitých osobností tehdejšího československého života. Mj. roku 1926 pořídil také sérii snímků ze soukromí prezidenta republiky T. G. Masaryka s jeho dětmi a vnoučaty v prezidentském letním sídle v Topoľčiankách. Vytvořil sérii portrétních fotografií Galerie vynikajících osobností, mj. dokumentoval také tradici lidových krojů českých zemí či architekturu.
Zemřel 19. listopadu 1965.